# ستونوال، منیتوبا
ستونوال، منیتوبا (به انگلیسی: Stonewall, Manitoba) یک منطقهٔ مسکونی در کانادا است که در راکود،  منیتوبا واقع شده‌است. ستونوال ۵٫۹۹ کیلومتر مربع مساحت و ۴٬۸۰۹ نفر جمعیت دارد.